# Hollywood Forever
«Hollywood Forever» («Голливуд навсегда») — кладбище в Голливуде, расположенное на бульваре Санта-Моника.

## История
Кладбище «Hollywood Forever» было создано частным похоронным агентством зарегистрированным в Лос-Анджелесе в 1897 году как корпорация «Hollywood Cemetery Association». Кладбище начало работать в 1899 году на месте частного землевладения по адресу 6000 Санта-Моника-Бульвар. Кладбище несколько раз меняло свои размеры и конфигурацию территории в связи со сделками купли-продажи земли с участием киностудий расположенных поблизости и владельцев и участников похоронного бизнеса. Некоторое время кладбище называлось «Мемориальным кладбищем Голливуда». В начале XXI века часть ранее проданной территории кладбища перешла в аренду и занята группой авторемонтных предприятий.
В XXI веке территория кладбища занимает площадь около 100 акров. Похоронные услуги и мемориальные службы ведутся на многих языках с включением необходимых для клиентов религиозных и церемониальных обрядов. Клиенты имеют возможность заказать сценарий и оформление службы по своему выбору, включая музыкальное и художественное оформление в самых разнообразных стилях. На кладбище проводятся регулярные киносеансы под открытым небом, которые пользуются популярностью у зрителей. Здесь походят демонстрации кинофильмов с участием кинозвёзд прошлых лет, которые похоронены на этом кладбище, и в программу киносеансов часто включены экскурсии к могилам знаменитостей.

## Звёзды и знаменитости в истории кладбища
На кладбище «Hollywood Forever», как и на кладбищах Форест-Лаун в Голливуде и Глендейле, в основном захоронены люди, связанные с голливудской киноиндустрией и шоу-бизнесом. Здесь похоронены актёры, актрисы, режиссёры, продюсеры, сценаристы, дизайнеры, декораторы, художники, а также некоторые члены их семей (см. Категория:Похороненные на кладбище Hollywood Forever). Значительную часть кладбища составляют захоронения видных представителей эмиграции из СССР и России. Здесь похоронены военные ветераны русского и советского происхождения, участники Первой мировой войны и Второй мировой войны, члены их семей.
На кладбище проходят концерты. Например, тут выступали Лана Дель Рей, Glasvegas и Cut Chemist. The Flaming Lips 14 и 15 июня 2011 года дали двухдневный концерт под названием «Все, кого вы знаете, когда-нибудь умрут».
Ежегодно летом, начиная с 2002 года, здесь по выходным проходит кинофестиваль «Cinespia», собирающий порядка 3000 зрителей.